# Samtblatt

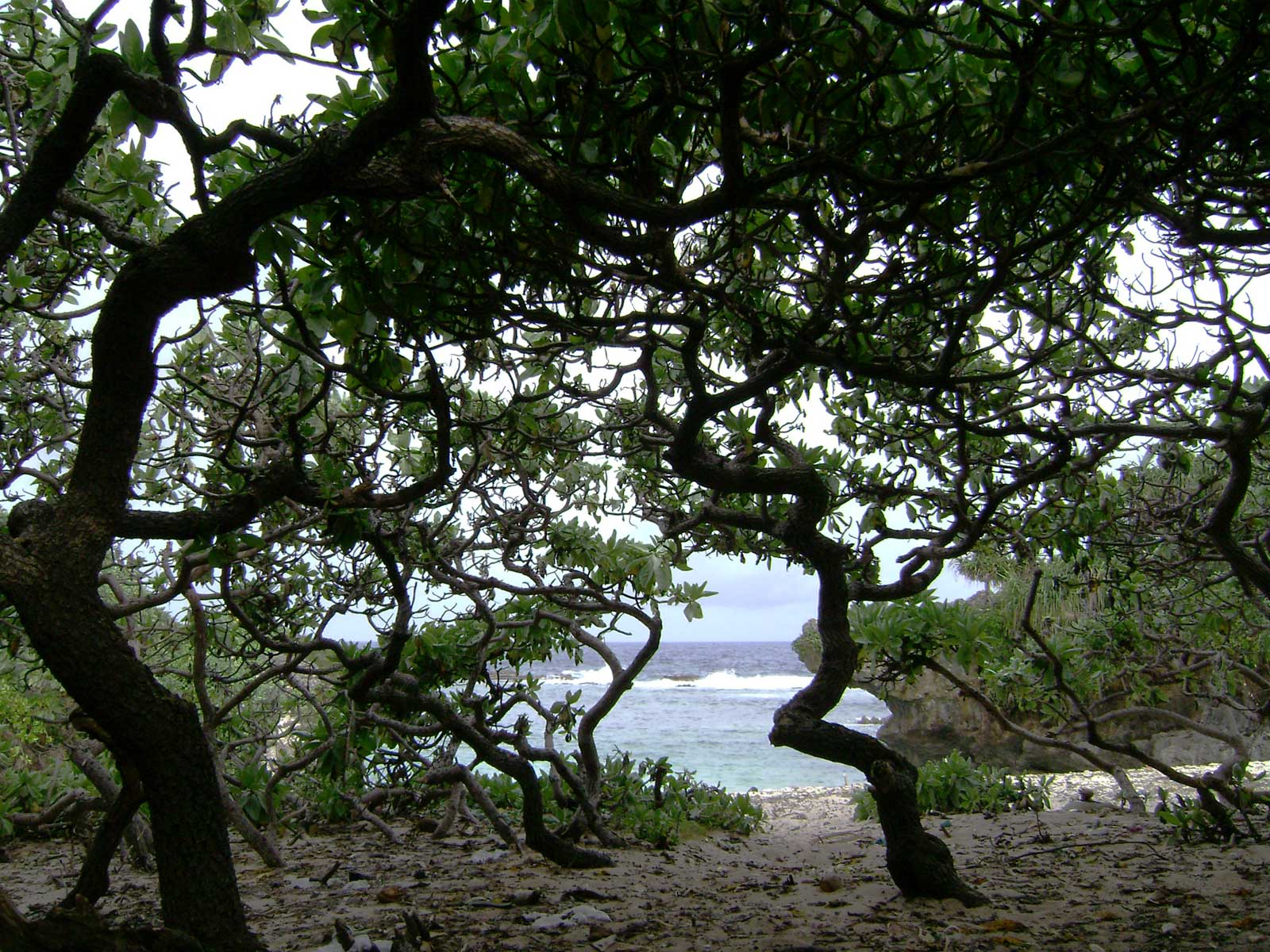
Habitat

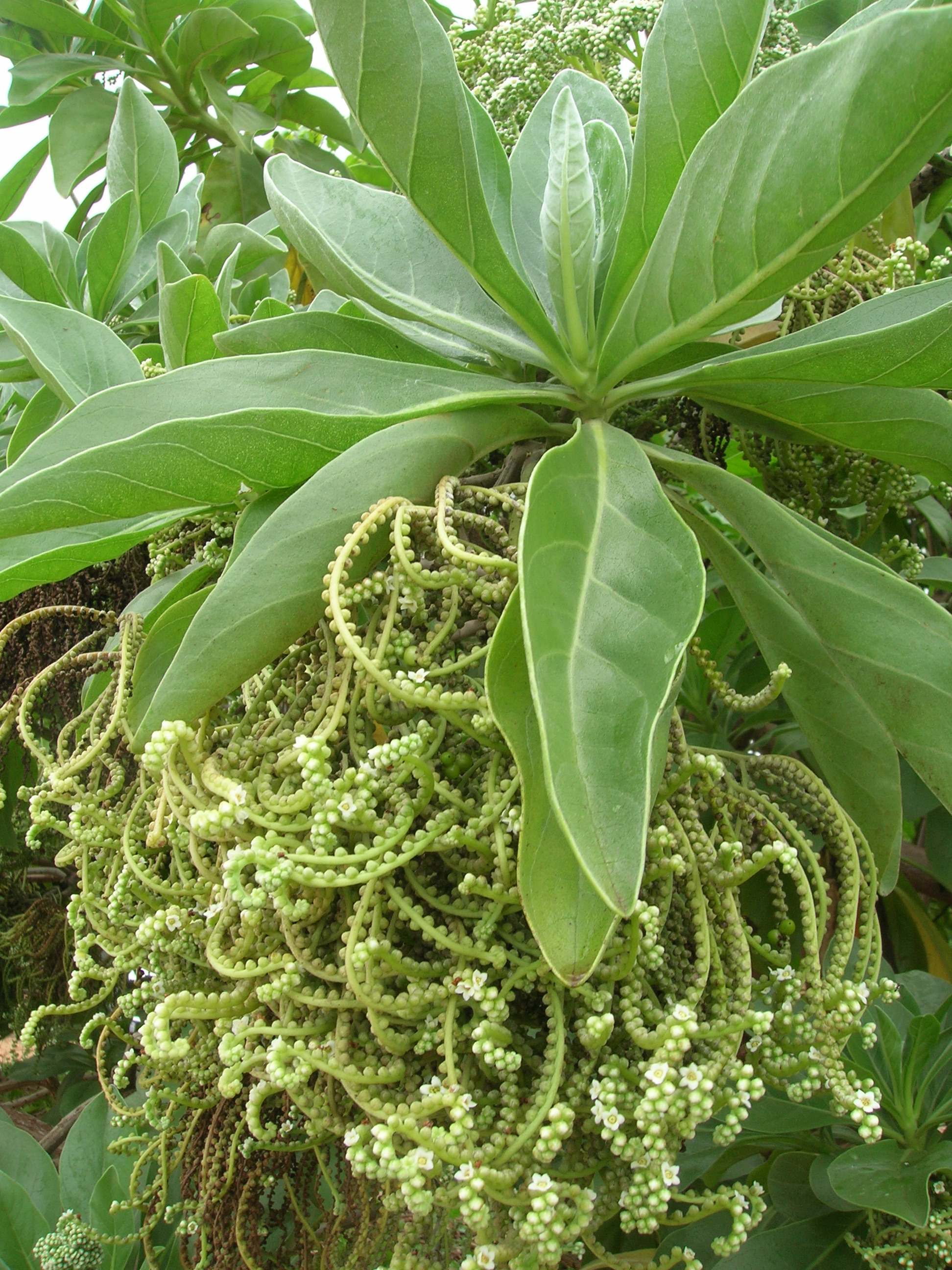
Blätter und Blütenstände

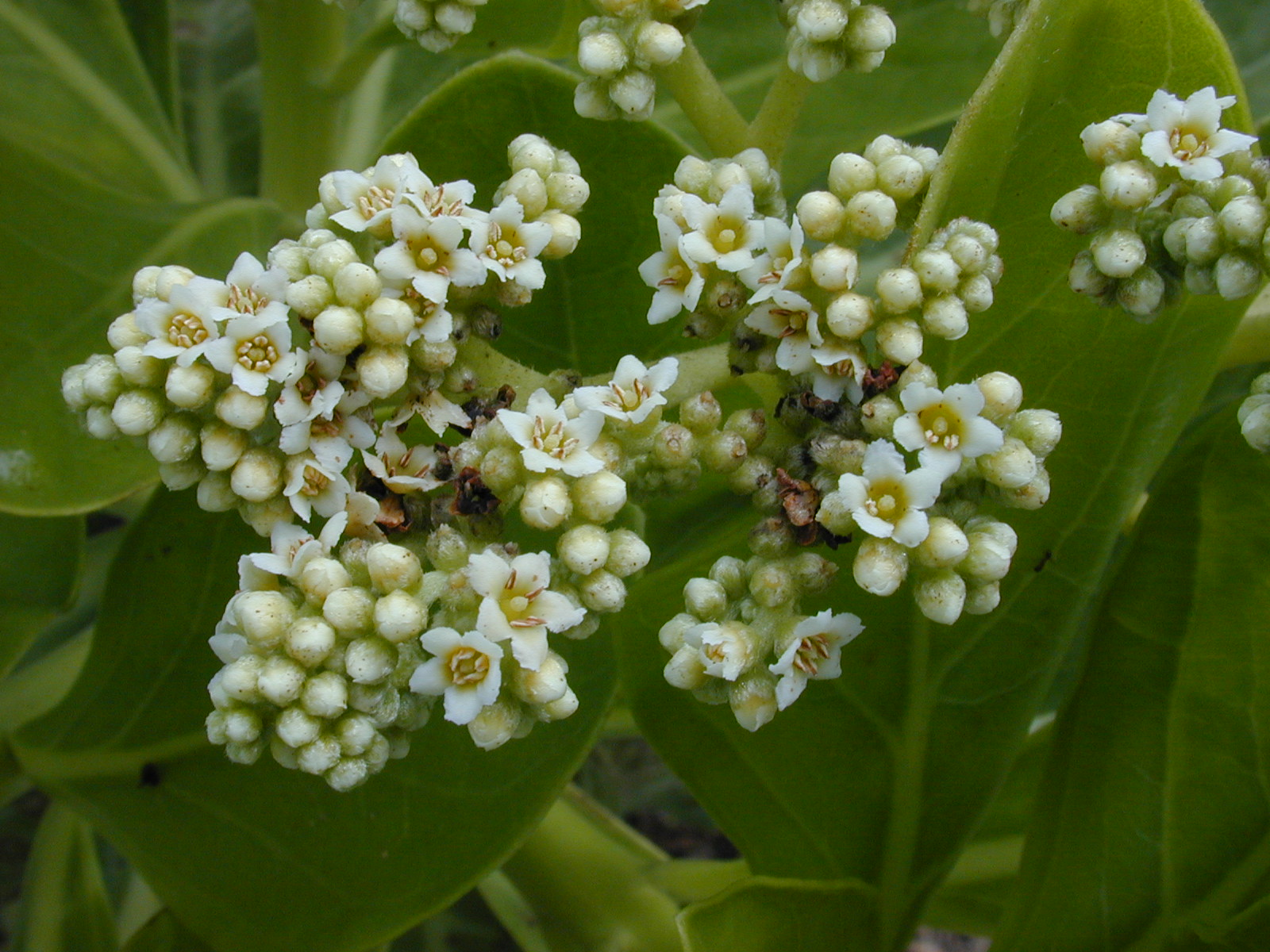
Blütenstände

Das Samtblatt (Heliotropium arboreum) ist eine Art aus der Gattung der Sonnenwenden aus der Familie der Raublattgewächse.

## Beschreibung
Das Samtblatt ist ein immergrüner Strauch oder Baum der eine Höhe von bis über 6 Metern erreicht mit einem Stammdurchmesser von 30 bis 40 Zentimetern. Die Krone wird von kräftigen Ästen gebildet und kann einen Durchmesser von bis zu 12 Metern erreichen. Der Stamm ist kurz und von einer dicken, gefurchten, längliche Platten bildende Borke von hellbrauner bis grauer Farbe bedeckt. Die inneren Bereiche der Borke sind hellbraun und faserig.
Die Blätter sind wechselständig an den Zweigenden angeordnet und haben einen kräftigen bis etwa 1 Zentimeter langen Stiel oder sie sind sitzend. Die etwas sukkulente Blattspreite ist 7,5 bis 18 Zentimeter lang und 2,5 bis 6 Zentimeter breit. Die Ober- und Unterseite ist graugrün gefärbt und mit kurzen, anliegenden, seidigen Haaren bedeckt. Es werden nur wenige Seitennerven gebildet. Die Blattform ist schmal-elliptisch bis verkehrt-eiförmig, -eilanzettlich oder eiförmig mit spitzer bis keilförmiger Basis und gerundetem bis stumpfem oder spitzem bis bespitztem Apex. Der Blattrand ist ganzrandig.
Das Samtblatt ist funktionell weiblich oder zwittrig, also gynodiözisch. Die zwittrigen Blüten sind größer mit größeren Antheren, die weiblichen besitzen reduzierte Antheren. Es werden 15 bis 20 Zentimeter lange, mehr oder weniger fein behaarte und schirmrispige Blütenstände mit wickeligen Zymen aus zahlreichen dichtstehenden, meist weißen Einzelblüten gebildet. Sie stehen terminal oder in den Achseln der oberen Blätter. Die duftenden, sitzenden, fünfzähligen Einzelblüten mit doppelter Blütenhülle werden etwa 6–7 Millimeter lang und ebenso breit. Sie bestehen aus einem kleinen, außen behaarten Kelch und einer außen behaarten Corolla mit kurzer Kronröhre und fünf kleinen, dachigen, abstehenden Zipfeln sowie fünf kurzen, fast sitzenden Staubblättern am Schlund. Der oberständige Stempel hat einen konischen Fruchtknoten und eine sitzenden, zweilappige Narbe an einem fleischigen, stigmatischen „Ring“. Es ist ein Diskus vorhanden.
Die bräunlichen Früchte sind rundliche, mehrsamige und korkige, schwimmfähige Steinfrüchte mit einem Durchmesser von etwa 5–6 Millimeter, sie ähneln kleinen Erbsen. Sie enthalten zwei halbrunde, ein- bis zweisamige Steinkerne mit jeweils einer sterilen Kammer.

## Verbreitung und Standortansprüche
Das Samtblatt ist auf den tropischen Inseln und Küsten des Pazifiks und des Indischen Ozeans beheimatet. In Afrika findet man sie natürlich in Kenia, Tansania, Madagaskar und Mosambik. In Asien in China, Taiwan, Japan, Indien, Sri Lanka, Vietnam, Indonesien, Malaysia, Papua-Neuguinea und auf den Philippinen und darüber hinaus auf zahlreichen Inseln des Pazifiks. In Hawaii wurde sie eingebürgert.
Die Art bevorzugt sandige Küsten und kommt besonders häufig auf Koralleninseln vor.

## Botanische Geschichte
Die Art wurde von Carl von Linné dem Jüngeren als Tournefortia argentea L.f. der Gattung Tournefortia zugeordnet. Ivan Murray Johnston ordnete das Samtblatt 1935 als Messerschmidia argentea neu ein, Hermann Heino Heine stellte die Art 1976 als Argusia argentea in die Gattung Argusia. Im Jahr 2000 wurde wieder die Zuordnung von Carl Linné als die gültige eingeführt. Nach genetischen Untersuchungen der Heliotropiaceae erfolgte die Zuordnung in die Gattung der Sonnenwenden (Heliotropium), wobei der Name Heliotropium argenteum schon vergeben war und 2003 ein neuer Artname Heliotropium foertherianum Diane & Hilger und dann 2007 Heliotropium arboreum von David John Mabberley vergeben wurde.

## Verwendung
Die Art hat keine wirtschaftliche Bedeutung. Sie wird manchmal als Ziergehölz verwendet, in Indien werden die Blätter roh verzehrt als Salat angerichtet oder als Gemüse zubereitet. Sie sollen nach Petersilie schmecken.